# Tephrina pumicaria
Tephrina pumicaria är en fjärilsart som beskrevs av Lederer 1855. Tephrina pumicaria ingår i släktet Tephrina och familjen mätare. Inga underarter finns listade i Catalogue of Life.